# 白汁肉塊

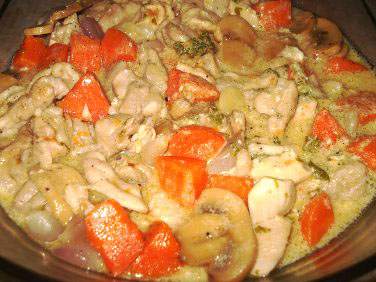
白汁雞肉塊

白汁肉塊 是一种源自法國的濃湯，白汁肉塊裡面有很多肉块，此外還有酱汁。 白汁肉塊的肉塊通常是鸡肉、小牛肉或兔肉。 白汁肉塊的歷史至少可以追溯到約1300年。